# Лінія Мажино

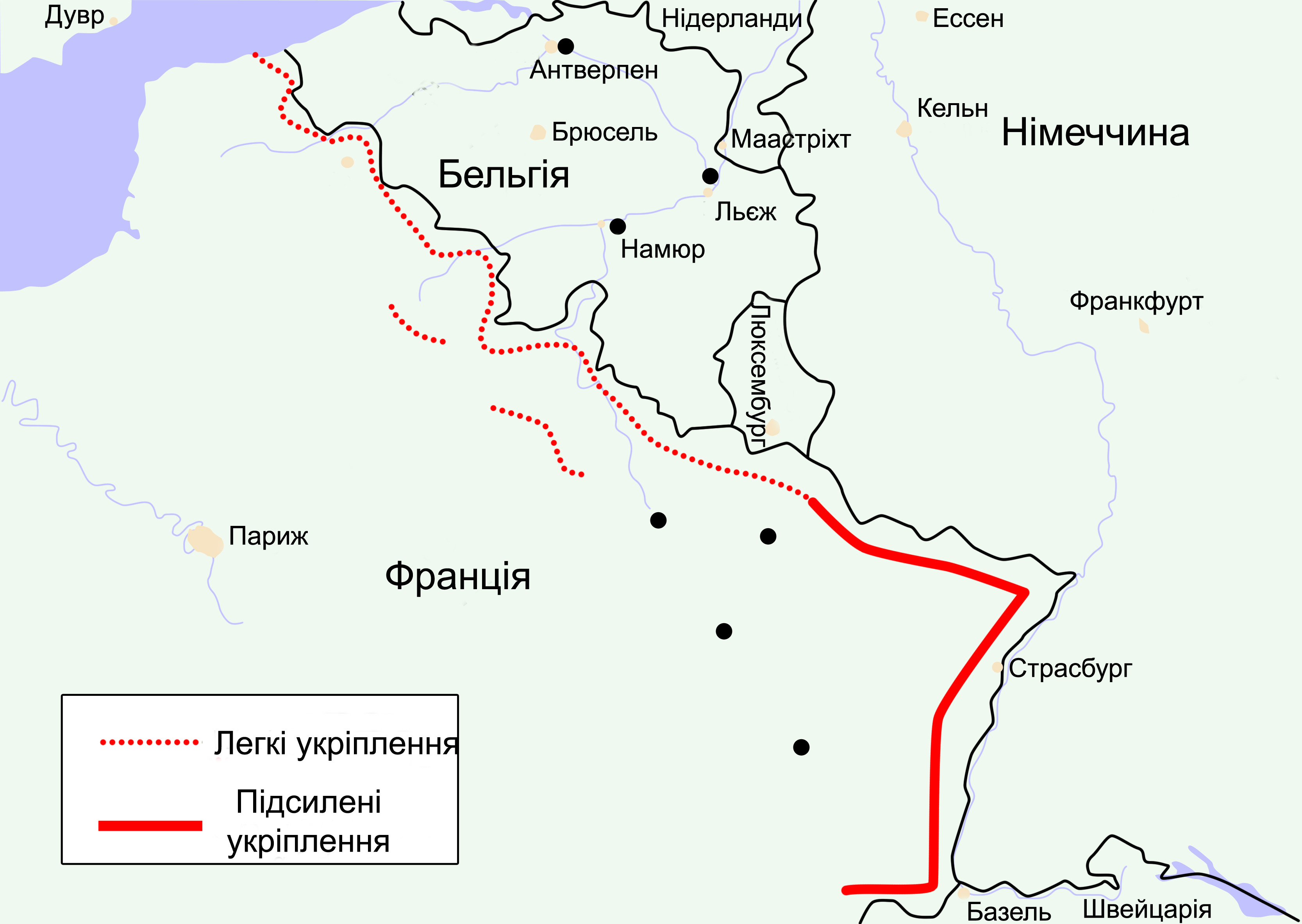
Лінія Мажино

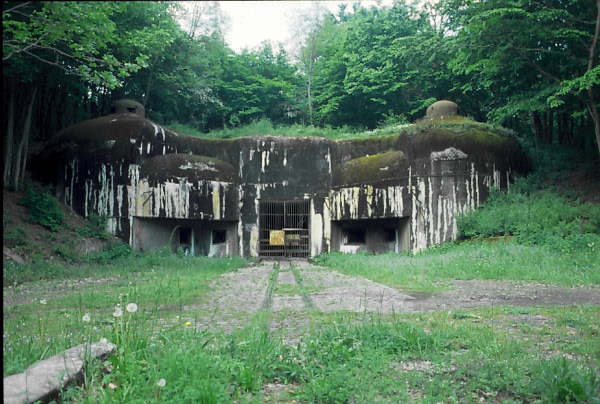
Форт на лінії Мажино

Лінія Мажино (фр. Ligne Maginot IPA: [liɲ maʒino]) — система французьких укріплень (будувалася в 1929—1934 р.; удосконалювалася до 1940 р.) на кордоні з Німеччиною. Загальна довжина становила близько 400 км. Названа іменем військового міністра генерала Андре Мажино (фр. Andre Maginot).
До складу Лінії Мажино входили 39 дотів, 70 бункерів, 500 артилерійських і піхотних блоків, 500 казематів, а також бліндажі та пункти спостереження.

## Цілі створення
Лінія Мажино була побудована для досягнення кількох цілей:
- Для того, щоб уникнути раптового нападу й дати сигнал до початку оборонних заходів.
- Для забезпечення мобілізації французької армії, яка займала 2-3 тижні.
- Для збереження паритету чисельності кадрів армії з Німеччиною (Франція нараховує 39 000 000 осіб, Німеччина — 70 000 000).
- Щоб захистити Ельзас та Лотарингію (ці провінції були повернені Франції в 1918) і їх промисловий потенціал.
- Щоб бути використаною як основа для контрнаступу.
- Щоб змусити противника обійти оборонні Споруди Лінії з флангів через Швейцарію і Бельгію.
- Для того, щоб стримати наступ противника доти, доки основна частина армії могла б бути підведена до Лінії.